# Spousta Andělů ...na cestě
Spousta Andělů ...na cestě je DVD české zpěvačky Anety Langerové, které vyšlo v roce 2005 u vydavatelství Sony BMG. Zachycuje koncert zpěvačky z 9. září 2005 v domácích Říčanech.
Obsahuje klipy k písním Hříšná těla, křídla motýlí a Voda živá. Součástí DVD je i dokument v délce 50 minut, na němž jsou záběry ze zákulisí, koncertů, festivalů, zkoušek s kapelou, rozhovorů a mnoho dalšího.

## Seznam písní
1. Skvělej nápad
2. Když nemůžu spát
3. Nahá noc
4. 17
5. Hříšná těla, křídla motýlí
6. I think I'm paranoid
7. You're A Creep
8. Nebe v loužích
9. Delfín
10. Spousta andělů
11. Thank u
12. Srdcotepec
13. Pár důvodů
14. Zvláštní zájem
15. Voda živá